# Султонбеков, Дехкон
Султонбеков Дехкон (тадж. Султонбеков Деҳқон 22 июня 1938 года) — советский, таджикский строитель, выпускник Ташкентской высшей партийной школы (ВПШ) (1972), зам. председателя Хорогского горисполкома (1972—1976), начальник СУ № 907 Треста Средаздорстрой Министерства транспортного строительства СССР — один из зачинателей строительства государственного (Всесоюзного) значения — автомобильной дороги Душанбе — Хорог на отрезке-участке Куляб — Калаи-Хумб в советский период (1983—1987).

## Биография
Султонбеков Дехкон родился 22 июня 1938 года в кишлаке Пиш, Дарморахт, Горно-Бадахшанская автономная область, Таджикская ССР в семье известного в то время в Дарморахте ремеслом своим кузнеца Хусравбекова Султонбека. После окончания семилетней школы в 1944—50 годах продолжил обучение в Хорогской средней школе № 3 им С. М. Кирова, которую окончил в 1954 году.
Выпускник Сталинабадского автодорожного техникума (1959) и Ташкентской Высшей партийной школы (1972). Член КПСС с 1963 года.
В сентябре 1959 года по завершении учёбы начинает свою трудовую деятельность техником-дорожником Дорожно-эксплуатационного участка (ДЭУ) № 11 Ишкашимского района ГБАО, затем с сентября 1961 года переводят на должность инженера-дорожника Областного исполнительного комитета ГБАО, после с января 1963 года назначают и. о. зав дорожного отдела Исполнительного комитета ГБАО.
С декабря 1964 года по требованию Министерства транспорта и дорожного хозяйства Таджикской ССР Дехкона Султонбекова в порядке перевода назначают начальником ДЭУ № 4. В то время автодороги на Памире были только грунтового покрытия и с узкой проезжей частью (1964—1967). За этот период трудовой деятельности награжден Грамотой Президиума Верховного Совета Таджикской ССР (от 18 августа 1965 г.) за активное участие в хозяйственном и культурном строительстве и в связи с сорокалетием со дня образования Горно-Бадахшанской автономной области Таджикской ССР и медалью «За трудовую доблесть», Указом  Президиума Верховного Совета СССР от 5 октября 1966 г. за успехи в трудовой деятельности.
Инструктор отдела промышленности и транспорта Горно-Бадахшанского обкома КП Таджикистана (1967—1968).
Зам председателя Хорогского городского исполнительного комитета Совета депутатов трудящихся (1972—1976).
Начальник ДСУ № 8 Министерства эксплуатации автодорог и транспорта Таджикской ССР (1976—1978).
Заведующий отделом коммунального хозяйства Горно-Бадахшанского областного исполнительного комитета Совета народных депутатов ГБАО (1978—1983).
Начальник строительного управления (СУ) № 907 Треста Средаздорстрой Министерства транспортного строительства СССР, строительство государственного (Всесоюзного) значения — автомобильной дороги Душанбе — Хорог на отрезке-участке Куляб — Калаи-Хумб, особенностью участка строительства (Куляб — Шагон) являлось сложность географических условий протяженностью в 28 км, который сдан в эксплуатацию в 1987 году (1983—1987): 

Подразделения треста (СУ № 907) Средаздорстрой Министерства транспортного строительства СССР строят автомобильные дороги в юго-восточной части Западного Памира.
Существующая автомобильная дорога общегосударственного значения Душанбе — Хорог протяжением 523 км проходит через Хабурабадский перевал высотой 3270 м. Из-за интенсивных снежных заносов и лавин на перевальном участке дорога практически работает 4—5 месяцев в году. В остальное время года автомобильная связь Горно-Бадахшанской автономной области, территория которой составляет почти половину площади Таджикистана, с городом Душанбе осуществляется окружным путем, проходящим по территории Узбекской ССР и Киргизской ССР, протяжением 1420 км.
Строительство порученных тресту участков дорог обеспечит круглогодичное движение между городами Душанбе и Хорог и значительно сократит те ежегодные транспортно-эксплуатационные расходы, которые имеют место в настоящее время. Важнейшей особенностью района строительства является своеобразие и чрезвычайная сложность географических условий, особенно на других участках дороги, первый из которых III категории протяженностью 28 км и сметной стоимостью 28 млн руб. сдан в эксплуатации в 1987 г. Второй, наиболее сложный участок протяженностью 34 км и сметной стоимостью 55 млн руб. строится в настоящее время. Участки трассы проходят в основном по ущельям рек с крутыми (80—90°) склонами, в большинстве случаев скальными при отсутствии растительного покрова. Встречаются выветренные, неустойчивые участки склонов, осыпи, конусы селевых выносов, а также отдельные непроходимые скальные участки с вертикальными склонами. Отметки «красной линии» колеблются от 800 до 2000 м над уровнем моря.
Район пролегания трассы обусловливает необходимость строительства большого количества искусственных сооружений: мостов, прямоугольных монолитных и сборных железобетонных водопропускных труб, подпорных стен, селе пропускных лотков, нагорных канав и др.— 
Заведующий отделом бытового обслуживания Областного исполнительного комитета Совета народных депутатов ГБАО (1987—1988).
Заведующий отделом Строительства областного исполнительного комитета ГБАО (1988—1995).
Удостоен высоким профессиональным званием Заслуженный строитель Республики Таджикистан за ввод в эксплуатацию двух агрегатов ГЭС «Памир-1» в Горно-Бадахшанской автономной области (1994).
Зам начальника Памирского управления автомобильных дорог «Бадахшонрох» (ПУАД), Министерства транспорта Республики Таджикистан (1995—1999). «Дехкон Султонбеков будучи на этом посту внес свой посильный вклад в строительство автодороги Мургаб — Кульма — Каракорум, соединяющая Таджикистан с Китаем».
Персональный пенсионер республиканского значения с 1999 года, проживает в г. Хороге по настоящее время.
Активно занимался общественной работой в области, дважды избирался депутатом Хорогского городского Совета депутатов трудящихся (1972—1976), член КПСС.

## Награды и звания
- Грамота Президиума Верховного Совета Таджикской ССР (1965),
- Медаль «За трудовую доблесть» Ж № 334339 — Указ  Президиума Верховного Совета СССР, 5 октября 1966 г.,
- Заслуженный строитель Республики Таджикистан — Указ Президиума Верховного Совета Республики Таджикистан от 5 сентября 1994 года, № 321 «За ввод в эксплуатацию двух агрегатов ГЭС „Памир-1“ в Горно-Бадахшанской автономной области».
- Почетная грамота Председателя Хукумата ГБАО Республики Таджикистан «За большой вклад в развитии сферы строительство, активное участие в общественной жизни области и в ознаменование Дня строителя» (12 августа 2016 г.)[1][2][3].

## Семья
- Отец — Хусравбеков Султонбек (1881—1940) — был известным своим ремеслом кузнеца в Дарморахте.
 У Султонбека Хусравбекова были три брата — Хусравбеков Пулод, его сыновья: Пайшамбе (1882—1957), Косумбек (1910—1962) и известный советский поэт и писатель, Заслуженный учитель Таджикской ССР — Тилло Пулоди (1912—1974) и дочери Бегимсултон (1905—1975) и Резабегим (1908—1975) — проживавшая на Афганской стороне, будучи замужем; Хусравбеков Рахмат, его сыновья: Неккадам (1912—1982) и Хусравбек (1902—1982); Хусравбеков Ашурбек (1876/79—1941)[5], его сыновья: Равшанбек (1908—1960), Давронбек (1913—1941), Абдулҷон (1916—1980), Икромбек (1919—2009), Лалбек (1923—1996), Якуббек (1928—1996), Куватбек (1933—1958) , Кудратбек (1935—2005), Сардорбек (1937—1992) и Давлатҷон (1939—2006). Мать — Амзаева Гулбиби (1891—1985) — работала колхозницей колхоза им. XXII съезда КПСС.
- Братья и сестры: Султонбеков Акимбек (1921—1983) — был председателем колхоза им. XXII съезда КПСС; Султонбеков Рашидбек (1928—2019) — работал заведующим магазином кишлака Пиш, на пенсии с 1992 г.; Султонбекова Гарибсултон (1917—1983) — работала колхозницей колхоза им. Социализм к. Поршинев; Султонбекова Сафармо (1925—2016) — работала колхозницей колхоза им. XXII съезда КПСС; Султонбекова Давлатмо (р. 1932) — работала колхозницей колхоза им. XXII съезда КПСС.
- Жена — Назриева Гулбону (Малика) (р.1943) — работала начальником отдела кадров ДСУ № 8 в г. Хороге, на пенсии с 1998 года. Дети: Сыновья — Султонбеков Шодибек Дехконович (р. 1972) — выпускник МГГА (1996), Султонбеков Армон Дехконович (р. 1978) — выпускник ВУ ПВО (2003), Султонбеков Файзали Дехконович (1987—2013) — выпускник МГУС (2010). Дочери — Султонбекова Шамсия Дехконовна (р. 1966) — выпускница Кулябского пединститута (1989); Султонбекова Хусния Дехконовна (р. 1967) — выпускница ТГУ им. Ленина (1990)[1][5].